# Моріо сокотрійський
Мо́ріо сомалійський (Onychognathus frater) — вид горобцеподібних птахів родини шпакових (Sturnidae). Ендемік Сокотри.

## Опис
Довжина птаха становить 25 см, вага 100 г. Забарвлення переважно синювато-чорне з металевим відблиском, махові пера рудувато-коричневі з темно-коричневими кінчиками. Самиці є дещо тьмянішими за самців, голова і груди у них попелясто-сірі. Очі темно-карі, дзьоб темно-коричневий, лапи чорні. Молоді птахи мають попелясто-руде забарвлення, махові пера у них блідіші, хвіст короткий, дзьоб сіруватий.

## Поширення і екологія
Сокотрійські моріо є ендеміками острова Сокотра. Вони живуть в сухих тропічних лісах, рідколіссях і чагарникових заростях, на скелястих схилах, місцями порослих чагарниками і в садах. Зустрічаються зграйками, на висоті до 1100 м над рівнем моря. Часто приєднуються до змішаних зграй птахів разом з сомалійськими моріо. Живляться плодами і комахами, а також равликами, черепашки яких вони розбивають об каміння. Сезон розмноження триває з листопада по березень. Гніздяться в тріщинах серед скель.